# Gulliver-Presse

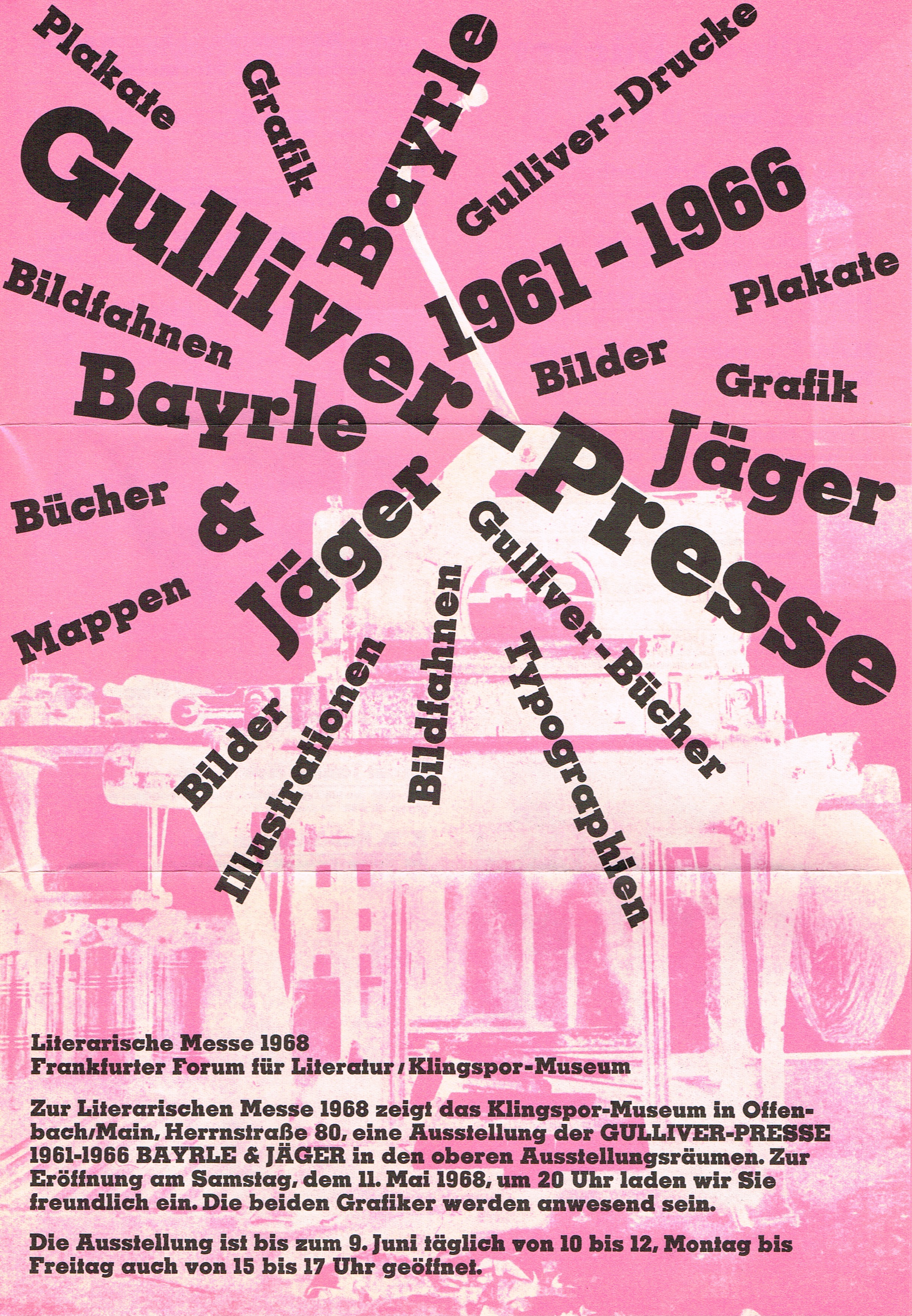
Titelseite der Einladung zur Ausstellung „Gulliver-Presse 1961–1966 Bayrle & Jäger“ im Klingspor-Museum Offenbach, 1968

Die Gulliver-Presse war eine von Bernhard Jäger und Thomas Bayrle 1961 in Bad Homburg gegründete Werkstattgemeinschaft für freie Grafik, hauptsächlich Lithografie. 

## Geschichte
Bayrle und Jäger studierten von 1957 bis 1960 an der Werkkunstschule in Offenbach am Main. Entscheidende Anregungen fanden sie in der Werkstatt für Lithografie bei Eberhard Behr. 1961 gründeten sie ihre Werkstatt- und Ausstellungsgemeinschaft. Ihre Freundschaft mit V.O. Stomps weckte in ihnen die Lust am Büchermachen. Aus ihren experimentellen Drucken gingen nicht nur Bücher hervor, sondern auch Roll-Bilder, Leporellos, Plakate und Mappenwerke. Durch die Verschmelzung von malerischen, grafischen und typografischen Elementen entstanden ganz eigenen Bildwelten.
In zahlreichen Einzel- und Gruppenausstellungen wurden Bayrle und Jäger mit ihrer Gulliver-Presse bekannt. 1966 lösten sie die Werkstattgemeinschaft auf; die Freundschaft bestand jedoch unvermindert weiter. Im Rahmen der Literarischen Messe 1968 zeigte das Klingspor-Museum in Offenbach am Main gemeinsam mit dem Frankfurter Forum für Literatur die Ausstellung „Gulliver-Presse 1961–1966 Bayrle & Jäger“.

## Werke (Auswahl)

### Gulliver-Bücher
- Bayrle & Jäger, 10 Köpfe, Blockbuch mit je 5 Lithografien, 30 × 30 cm, 20 Exemplare, 1962.
- V.O. Stomps, Artistisches ABC, 25 zum Teil farbige Lithografien, 27 × 22 cm, 60 Exemplare, 1963.
- Bazon Brock, A, das geht ran, 25 zum Teil farbige Lithografien von Bayrle, 21 × 25 cm, 38 Exemplare, 1963.
- Franz Mon, weiss wie weiss, 12 Prägedrucke von Rolf Kissel, 30 × 30 cm 25 Exemplare, 1964.
- Bayrle & Jäger, Kleines Welttheater, Leporello mit farbigen Lithografien von Bayrle & Jäger, 30 × 200 cm, 25 Exemplare, 1964
- Paulus Böhmer, Pelzblumen unter den Deckeln der Marmeladegläser, Texte und 11 übermalte Klischees, eine bemalte Briefmarke auf dem Einband, 39 × 32 cm, 12 Exemplare, 1965.
- Ernst Jandl, Hosianna, ca. 100 Typografien und Lithografien von Bayrle & Jäger, 42 × 30 cm, 30 Exemplare, 1965.
- Bernhard Jäger, Neue Nachrichten von Gullivers Reisen, 57 Radierungen in Mappe mit Schuber, 40 × 26 cm, 10 Exemplare, 1966.
- K.B. Schäuffelen und Jiri Kolar, E 835, Kollage-Kasten mit Buch und kollagierten Fahrkarten, 38 × 30 cm, 40 Exemplare, 1966.

### Gulliver-Drucke
- Bayrle & Jäger, Gulliver-Plakat, farbige Lithografie, 61 × 86 cm, 50 Exemplare, 1964.
- Artmann-Brief, farbige Lithografie von Bayrle in Mappe, 170 × 122 cm, 30 Exemplare, 1965.
- Pierre Mulèlè, Die acht Regeln des Simbas, mehrfarbige Lithografie mit eingedrucktem Text auf Leinen aufgezoge, 160 × 86 cm, 12 Exemplare, 1965.
- K.B. Schäuffelen, Zahnchema, zweifarbiger Siebdruck, 86 × 122 cm, 40 Exemplare, 1966.
- Thomas Bayrle, Elfmeter, mehrfarbige Lithografie auf Leinen aufgezogen, 170 × 122 cm, 10 Exemplare, 1966.

## Museen und Sammlungen
Die Arbeiten von Bayrle und Jäger sind in folgenden Museen und öffentlichen Sammlungen vertreten:
- Museum of Modern Art, New York
- Stedelijk Museum, Amsterdam
- Städtisches Museum, Ulm
- Kunsthalle, Hamburg
- Historisches Museum, Frankfurt
- Neue Sammlung, München
- Staatliche Kunstsammlung, Kassel